# Berny Peña
Bernabé Peña Pizarro, detto Berny (Puerto Carrillo, 19 ottobre 1980), è un ex calciatore costaricano, di ruolo difensore.

## Carriera

### Club
Ha giocato nella massima serie costaricana ed in quella greca.

### Nazionale
Nel 2005 ha giocato cinque partite con la nazionale costaricana.

## Statistiche

### Cronologia presenze e reti in nazionale
| Cronologia completa delle presenze e delle reti in nazionale ― Costa Rica | Cronologia completa delle presenze e delle reti in nazionale ― Costa Rica | Cronologia completa delle presenze e delle reti in nazionale ― Costa Rica | Cronologia completa delle presenze e delle reti in nazionale ― Costa Rica | Cronologia completa delle presenze e delle reti in nazionale ― Costa Rica | Cronologia completa delle presenze e delle reti in nazionale ― Costa Rica | Cronologia completa delle presenze e delle reti in nazionale ― Costa Rica | Cronologia completa delle presenze e delle reti in nazionale ― Costa Rica |
| Data                                                                      | Città                                                                     | In casa                                                                   | Risultato                                                                 | Ospiti                                                                    | Competizione                                                              | Reti                                                                      | Note                                                                      |
| ------------------------------------------------------------------------- | ------------------------------------------------------------------------- | ------------------------------------------------------------------------- | ------------------------------------------------------------------------- | ------------------------------------------------------------------------- | ------------------------------------------------------------------------- | ------------------------------------------------------------------------- | ------------------------------------------------------------------------- |
| 16-2-2005                                                                 | Heredia                                                                   | Costa Rica                                                                | 1 – 2                                                                     | Ecuador                                                                   | Amichevole                                                                | -                                                                         |                                                                           |
| 21-2-2005                                                                 | Città del Guatemala                                                       | Costa Rica                                                                | 2 – 1                                                                     | El Salvador                                                               | Coppa delle nazioni UNCAF 2005 - 1º turno                                 | -                                                                         |                                                                           |
| 23-2-2005                                                                 | Città del Guatemala                                                       | Panama                                                                    | 0 – 1                                                                     | Costa Rica                                                                | Coppa delle nazioni UNCAF 2005 - 1º turno                                 | -                                                                         | 46’                                                                       |
| 25-2-2005                                                                 | Città del Guatemala                                                       | Guatemala                                                                 | 0 – 4                                                                     | Costa Rica                                                                | Coppa delle nazioni UNCAF 2005 - Semifinale                               | -                                                                         |                                                                           |
| 27-2-2005                                                                 | Città del Guatemala                                                       | Costa Rica                                                                | 1 – 1 dts (7 - 6 dtr)                                                     | Honduras                                                                  | Coppa delle nazioni UNCAF 2005 - Finale                                   | -                                                                         |                                                                           |
| Totale                                                                    |                                                                           | Presenze                                                                  | 5                                                                         |                                                                           | Reti                                                                      | 0                                                                         |                                                                           |